# 余南庚
余南庚（1915年7月11日—1991年10月9日），江西省靖安縣仁首港頭人，國立上海醫學院畢業，曾任美國紐約州羅徹斯特大學內科正教授、醫療中心心臟病學科主任，全美心臟協會會長等職。
1990年退休後返台定居，1991年10月8日在台北寓所突感身體不適，經其夫人送至住所附近的長庚醫院急救無效，在10日晨零時三十五分死亡，診斷為心臟衰竭。